# 宜富高速公路
宜川至富县高速公路，简称宜富高速，是中国国家高速公路网青兰高速公路（G22）陕西段，也是陕西省“2367”高速公路网七条东西横向线之一的“宜富线”。东起延安市宜川县晋陕界的壶口黄河大桥，途经宜川、黄龙、洛川、富县4县13个乡镇，西止于富县陕甘界的雷家角，路线全长192.111公里。全线共有各类桥梁538座，隧道64座，涵洞294道，互通立交12座，设壶口、秋林、宜川、瓦子街、厢寺川、富县南、张村驿、直罗、张家湾9个收费站，于2010年11月10日建成通车，由陕西交通控股集团宜富分公司负责运营管理。沿线贯穿厢寺川、黄龙等生态林区，历史文化积淀深厚，有红色教育基地直罗镇战役烈士陵园、瓦子街战役烈士陵园，著名文化旅游景点黄河壶口瀑布、秦直道等。宜富高速的通车，使陕西省境内高速公路通车里程突破3000公里。

## 工程规模
全线设特大桥574米/1座（全幅），大桥8791米/56座，中桥6952米/102座，小桥1214米/39座，桥梁总长17531米，桥梁占路线总长9.3%；全线设长隧道9230米/6座，中隧道3400米/5座，短隧道10030米/36座，隧道全长22660米，隧道占路线总长12%；涵洞475道；设互通式立交10处，互通式立交平均间距18.9千米；服务区、停车区3个，管理所及养护工区各2个。主线采用四车道高速公路标准建设，设计速度分段分别采用80公里/小时和100公里/小时，对应的路基宽度分别为24.5米和26米。全线公路桥涵设计的汽车荷载标准为公路－Ⅰ级，互通连接线采用二级公路标准建设。其它技术指标符合《公路工程技术标准》（JTJB01-2003）规定值。

## 建设历程
2007年4月17日，陕西省交通建设集团发布了壶口至雷家角高速公路项目工程勘察设计招标公告，并于7月5日，确定了中标单位。
| 合同段    | 范围                         | 桩号               | 里程      | 中标单位                   |
| --------- | ---------------------------- | ------------------ | --------- | -------------------------- |
| 第1合同段 | 起点至瓦子街立交（含）       | K0+000～K48+962    | 47.920 km | 陕西省公路勘察设计院       |
| 第2合同段 | 瓦子街立交至富县南立交（含） | K48+962～K113+818  | 64.856 km | 中交第一公路勘察设计研究院 |
| 第3合同段 | 富县南立交至终点             | K113+818～K190+160 | 76.342 km | 陕西省公路勘察设计院       |

2008年6月4日，陕西省交通建设集团发布《壶口至雷家角高速公路路基桥隧工程施工、施工监理招标资格预审公告》，共划分为施工标段27个、监理标段8个。9月17日，确定并公布了各标段的中标单位。12月3日，补充发布了苇子湾至甘草段路基桥隧工程施工、监理招标资格预审公告，增加施工标段3个、监理标段1个。2009年3月23日，确定并公布了各中标单位。
| 标段 | 标段 | 里程     | 中标单位                         | 中标单位                             |
| 监理 | 施工 | 里程     | 监理                             | 施工                                 |
| ---- | ---- | -------- | -------------------------------- | ------------------------------------ |
| LJJ1 | LJ1  | 5.30 km  | 云南云路工程监理咨询有限公司     | 中交二公局第三工程有限公司           |
| LJJ1 | LJ2  | 5.90 km  | 云南云路工程监理咨询有限公司     | 中铁十六局集团第五工程有限公司       |
| LJJ1 | LJ3  | 6.67 km  | 云南云路工程监理咨询有限公司     | 中铁隧道集团有限公司                 |
| LJJ1 | LJ4  | 4.33 km  | 云南云路工程监理咨询有限公司     | 中国路桥工程有限责任公司             |
| LJJ2 | LJ5  | 7.94 km  | 西安公路交大建设监理公司         | 中交一公局第三工程有限公司           |
| LJJ2 | LJ6  | 10.60 km | 西安公路交大建设监理公司         | 中铁七局集团第三工程有限公司         |
| LJJ2 | LJ7  | 8.05 km  | 西安公路交大建设监理公司         | 中国中铁股份有限公司                 |
| LJJ3 | LJ8  | 14.76 km | 北京建工京精大房工程建设监理公司 | 中国水电建设集团路桥工程有限公司     |
| LJJ3 | LJ9  | 12.70 km | 北京建工京精大房工程建设监理公司 | 中交二公局第四工程有限公司           |
| LJJ3 | LJ10 | 3.49 km  | 北京建工京精大房工程建设监理公司 | 中铁隧道股份有限公司                 |
| LJJ3 | LJ11 | 4.61 km  | 北京建工京精大房工程建设监理公司 | 中交第一公路工程局有限公司           |
| LJJ3 | LJ12 | 2.15 km  | 北京建工京精大房工程建设监理公司 | 中铁电气化局集团西安铁路工程有限公司 |
| LJJ4 | LJ13 | 3.77 km  | 陕西公路交通科技开发咨询公司     | 东盟营造工程有限公司                 |
| LJJ4 | LJ14 | 3.76 km  | 陕西公路交通科技开发咨询公司     | 中铁一局集团第一工程有限公司         |
| LJJ4 | LJ15 | 1.86 km  | 陕西公路交通科技开发咨询公司     | 中铁十一局集团有限公司               |
| LJJ4 | LJ16 | 3.49 km  | 陕西公路交通科技开发咨询公司     | 中铁十八局第二工程有限公司           |
| LJJ5 | LJ17 | 4.06 km  | 西安华兴公路工程咨询监理有限公司 | 中铁十二局集团第三工程有限公司       |
| LJJ5 | LJ18 | 2.03 km  | 西安华兴公路工程咨询监理有限公司 | 中铁十八局集团有限公司               |
| LJJ5 | LJ19 | 4.40 km  | 西安华兴公路工程咨询监理有限公司 | 中铁二十一局集团第三工程有限公司     |
| LJJ5 | LJ20 | 6.10 km  | 西安华兴公路工程咨询监理有限公司 | 陕西路桥集团有限公司                 |
| LJJ5 | LJ21 | 7.50 km  | 西安华兴公路工程咨询监理有限公司 | 中铁五局集团第一工程有限公司         |
| LJJ6 | LJ22 | 6.00 km  | 陕西恒通工程咨询有限公司         | 中铁二十局集团第六工程有限公司       |
| LJJ6 | LJ23 | 7.00 km  | 陕西恒通工程咨询有限公司         | 青岛公路建设集团有限公司             |
| LJJ6 | LJ24 | 5.95 km  | 陕西恒通工程咨询有限公司         | 安通建设有限公司                     |
| LJJ7 | LJ25 | 9.35 km  | 内蒙古公路工程咨询监理有限公司   | 中铁五局集团第三工程有限公司         |
| LJJ7 | LJ26 | 7.14 km  | 内蒙古公路工程咨询监理有限公司   | 中铁五局集团机械化工程有限公司       |
| LJJ7 | LJ27 | 4.67 km  | 内蒙古公路工程咨询监理有限公司   | 中交第四航务工程局有限公司           |
| LJJ8 | LJ28 | 2.87 km  | 榆林四通工程监理咨询有限公司     | 中交第二公路工程局有限公司           |
| LJJ8 | LJ29 | 4.15 km  | 榆林四通工程监理咨询有限公司     | 中铁七局集团有限公司                 |
| LJJ8 | LJ30 | 5.65 km  | 榆林四通工程监理咨询有限公司     | 陕西明泰工程建设有限公司             |

2009年，国家发改委以《关于青岛至兰州国家高速公路陕西段项目可行性研究报告的批复》（发改基础〔2009〕1320号）批复；7月6日，中华人民共和国交通运输部以交公路发〔2009〕586号文批复了壶口至雷家角高速公路的初步设计，批复设计总概算为138.87亿元人民币。
2010年11月4日，陕西省人民政府以陕政函〔2010〕184号文件批复同意壶口至雷家角高速公路收取车辆通行费。11月10日，壶口至雷家角高速公路全线建成通车。2012年12月16日，项目水土保持设施通过竣工验收。2014年4月13日，项目通过陕西省交通运输厅组织的竣工验收。

## 车辆通行费
壶口至雷家角高速公路收费年限为20年，自2010年11月10日起至2030年11月9日止。
根据陕西省高速公路收费中心公布的最新信息显示，宜富高速收费标准如下：
| 类别               | 类别 | 车辆类型            | 核定载人数          | 说明                                             | 收费标准 （元/车公里） |
| ------------------ | ---- | ------------------- | ------------------- | ------------------------------------------------ | ---------------------- |
| 客车               | 1类  | 微型、小型          | ≤9                  | 车长小于6000mm且核定载人数不大于9人的载客汽车    | 0.60                   |
| 客车               | 2类  | 中型乘用车列车      | 10-19—              | 车长小于6000mm且核定载人数为10-19人的载客汽车—   | 1.06                   |
| 客车               | 3类  | 大型                | ≤39                 | 车长不小于6000mm且核定载人数不大于39人的载客汽车 | 1.36                   |
| 客车               | 4类  | 大型                | ≥40                 | 车长不小于6000mm且核定载人数不小于40人的载客汽车 | 1.63                   |
| 类别               | 类别 | 总轴数 （含悬浮轴） | 总轴数 （含悬浮轴） | 说明                                             | 收费标准 （元/车公里） |
| 货车 及专项 作业车 | 1类  | 2                   | 2                   | 车长小于6000mm且最大允许总质量小于4500kg         | 0.50                   |
| 货车 及专项 作业车 | 2类  | 2                   | 2                   | 车长不小于6000mm且最大允许总质量不小于4500kg     | 0.90                   |
| 货车 及专项 作业车 | 3类  | 3                   | 3                   | —                                                | 1.57                   |
| 货车 及专项 作业车 | 4类  | 4                   | 4                   | —                                                | 1.78                   |
| 货车 及专项 作业车 | 5类  | 5                   | 5                   | —                                                | 1.87                   |
| 货车 及专项 作业车 | 6类  | ≥6                  | ≥6                  | —                                                | 2.21                   |

## 沿线设施列表

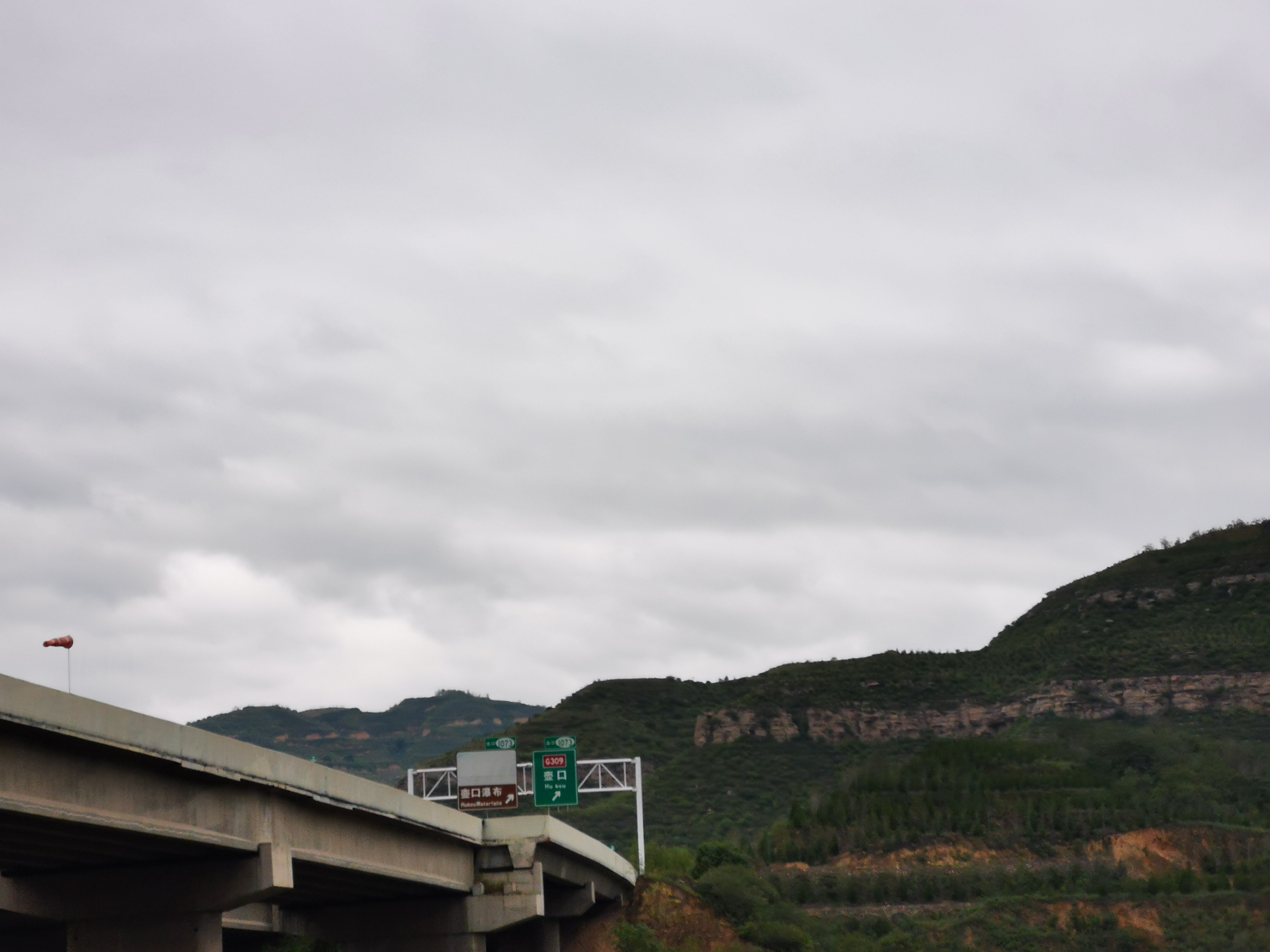
壶口隧道口

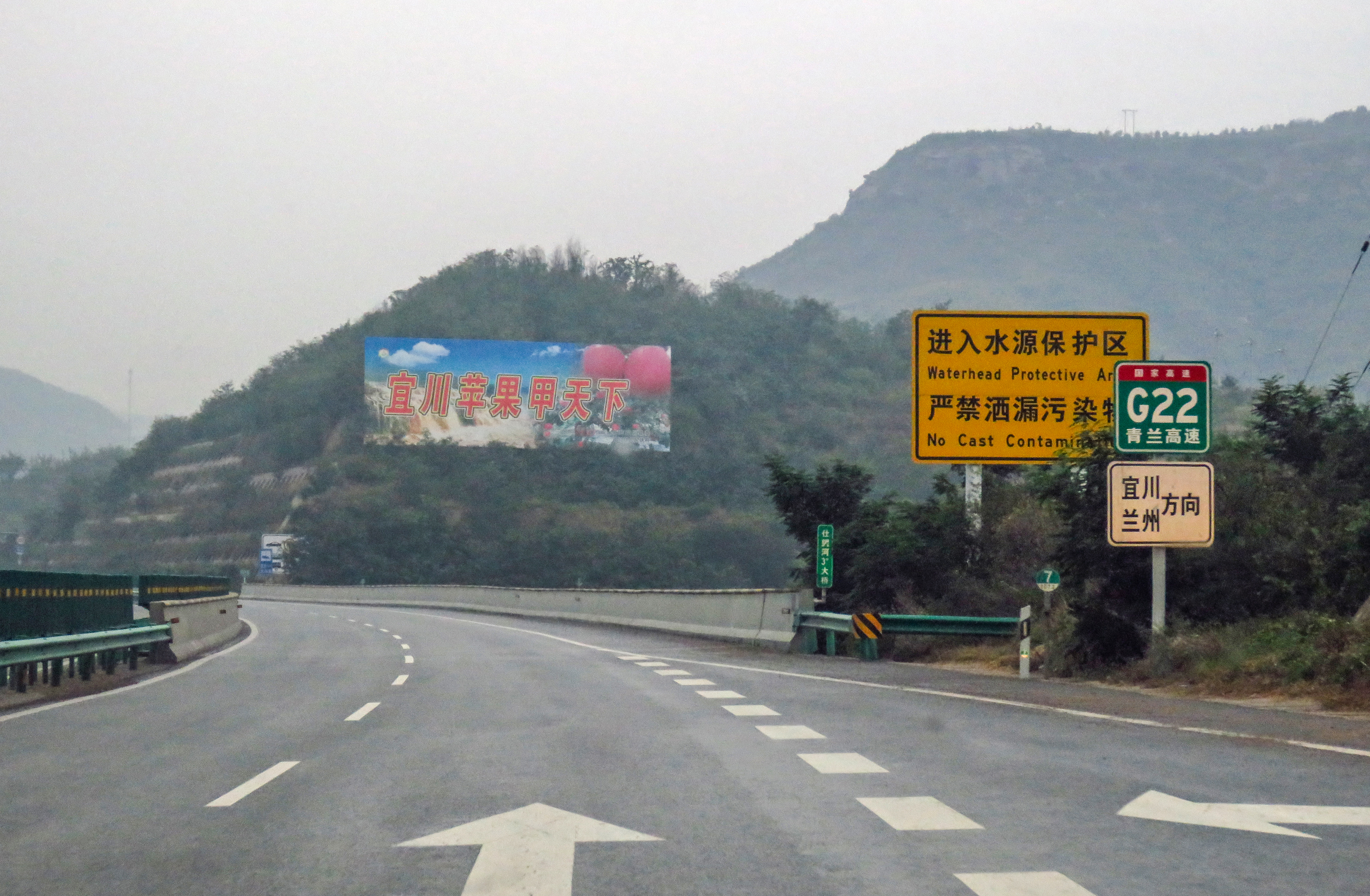
仕望河3号大桥

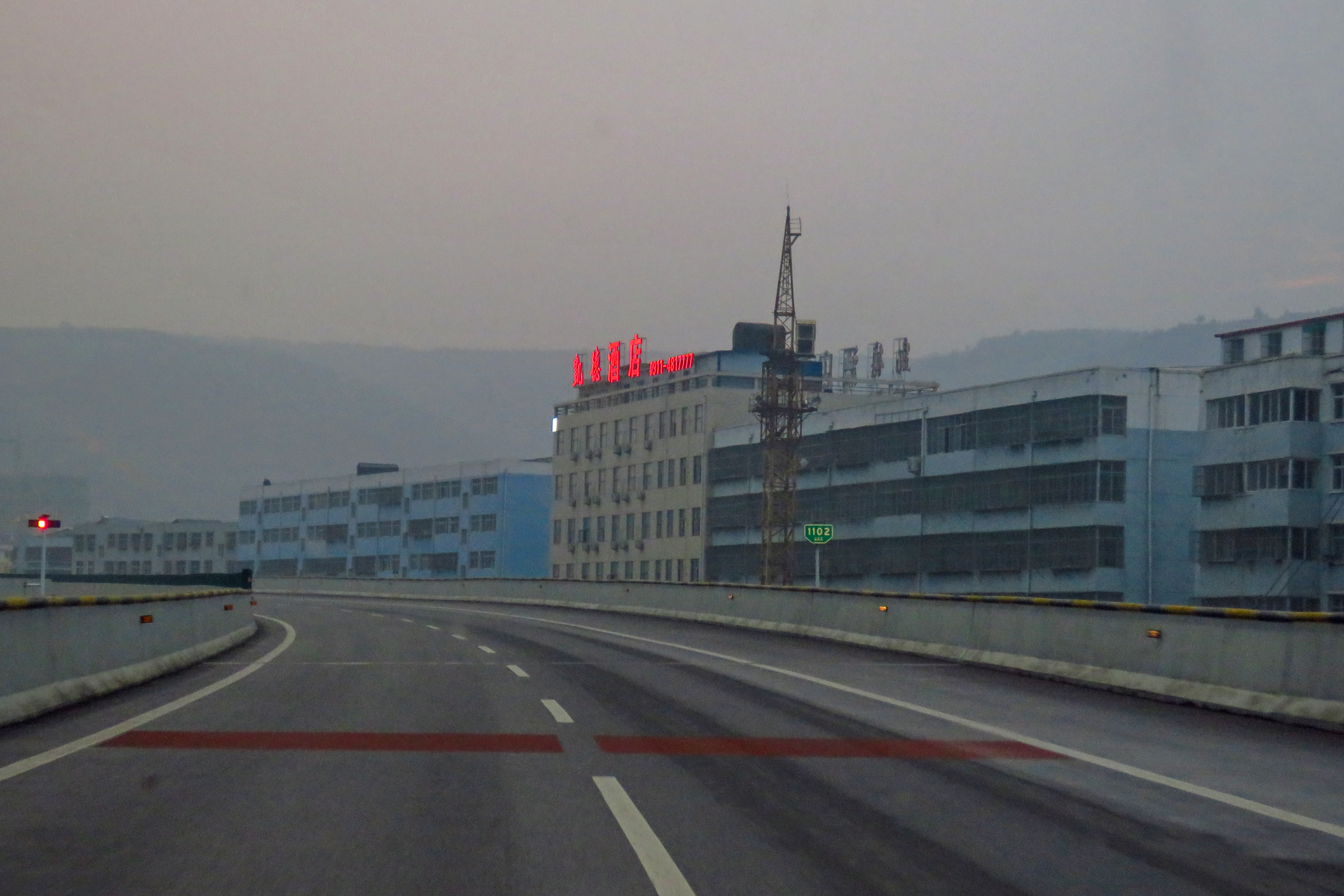
里程桩号K1102附近

| 地区                                                                                         | 里程     | 类型                              | 名称         | 连接         | 说明          |
| -------------------------------------------------------------------------------------------- | -------- | --------------------------------- | ------------ | ------------ | ------------- |
| 晋陕界                                                                                       | 1070     | 河流 · 桥梁                       | 壶口黄河大桥 | 临吉高速     |               |
| 延安市 宜川县                                                                                |          | 隧道                              | 壶口隧道     | 壶口隧道     |               |
| 延安市 宜川县                                                                                | 1090     | 出入口                            | 壶口         | 309国道      |               |
| 延安市 宜川县                                                                                |          | 隧道                              | 马家沟隧道   | 马家沟隧道   |               |
| 延安市 宜川县                                                                                |          | 隧道                              | 向阳隧道     | 向阳隧道     |               |
| 延安市 宜川县                                                                                |          | 隧道                              | 前沟隧道     | 前沟隧道     |               |
| 延安市 宜川县                                                                                |          | 隧道                              | 后沟隧道     | 后沟隧道     |               |
| 延安市 宜川县                                                                                |          | 隧道                              | 亨子隧道     | 亨子隧道     |               |
| 延安市 宜川县                                                                                |          | 隧道                              | 甘草隧道     | 甘草隧道     |               |
| 延安市 宜川县                                                                                |          | 隧道                              | 袁家川隧道   | 袁家川隧道   |               |
| 延安市 宜川县                                                                                | 1093     | 出入口                            | 秋林         | 309国道      |               |
| 延安市 宜川县                                                                                | 1096/22  | 枢纽                              | 阳湾枢纽     | 延黄高速     | 与 共线段起点 |
| 延安市 宜川县                                                                                | 1098(24) | 停车场 · 加油设施 · 修车站 · 餐厅 | 壶口服务区   | 壶口服务区   |               |
| 延安市 宜川县                                                                                |          | 隧道                              | 凤翅山隧道   | 凤翅山隧道   |               |
| 延安市 宜川县                                                                                | 1106(32) | 出入口                            | 宜川         | 242国道      |               |
| 延安市 宜川县                                                                                | 1110/36  | 枢纽                              | 铁龙湾枢纽   | 延黄高速     | 与 共线段终点 |
| 延安市 宜川县                                                                                |          | 隧道                              | 铁龙湾隧道   | 铁龙湾隧道   |               |
| 延安市 宜川县                                                                                |          | 隧道                              | 白家庄隧道   | 白家庄隧道   |               |
| 延安市 黄龙县                                                                                |          | 隧道                              | 丁家庄隧道   | 丁家庄隧道   |               |
| 延安市 黄龙县                                                                                | 1119     | 出入口                            | 瓦子街       | 242国道      |               |
| 延安市 黄龙县                                                                                |          | 隧道                              | 瓦子街隧道   | 瓦子街隧道   |               |
| 县界                                                                                         | 1149     | 隧道                              | 青皮塔隧道   | 青皮塔隧道   |               |
| 延安市 洛川县                                                                                | 1161     | 出入口                            | 厢寺川       | 林场路       |               |
| 延安市 洛川县                                                                                | 1165     | 停车场 · 加油设施 · 修车站 · 餐厅 | 厢寺川服务区 | 厢寺川服务区 |               |
| 延安市 洛川县                                                                                | 1176/108 | 枢纽                              | 厢西堡枢纽   | 延西高速     |               |
| 延安市 富县                                                                                  |          | 隧道                              | 吉家村隧道   | 吉家村隧道   |               |
| 延安市 富县                                                                                  | 1186     | 出入口                            | 富县南       | 富洛路       |               |
| 延安市 富县                                                                                  |          | 隧道                              | 秋树梁隧道   | 秋树梁隧道   |               |
| 延安市 富县                                                                                  |          | 隧道                              | 石家河隧道   | 石家河隧道   |               |
| 延安市 富县                                                                                  |          | 隧道                              | 羊泉隧道     | 羊泉隧道     |               |
| 延安市 富县                                                                                  |          | 隧道                              | 善化隧道     | 善化隧道     |               |
| 延安市 富县                                                                                  | 1202/644 | 枢纽                              | 龙头河枢纽   | 西延高速     |               |
| 延安市 富县                                                                                  |          | 隧道                              | 峁头隧道     | 峁头隧道     |               |
| 延安市 富县                                                                                  |          | 隧道                              | 柯家庄隧道   | 柯家庄隧道   |               |
| 延安市 富县                                                                                  | 1208     | 出入口                            | 张村驿       | 香黄路       |               |
| 延安市 富县                                                                                  |          | 隧道                              | 张村驿隧道   | 张村驿隧道   |               |
| 延安市 富县                                                                                  | 1214     | 停车场 · 加油设施 · 修车站 · 餐厅 | 张村驿服务区 | 张村驿服务区 |               |
| 延安市 富县                                                                                  |          | 隧道                              | 北河隧道     | 北河隧道     |               |
| 延安市 富县                                                                                  | 1226     | 出入口                            | 直罗         | 309国道      |               |
| 延安市 富县                                                                                  |          | 隧道                              | 直罗隧道     | 直罗隧道     |               |
| 延安市 富县                                                                                  |          | 隧道                              | 教场坪隧道   | 教场坪隧道   |               |
| 延安市 富县                                                                                  |          | 隧道                              | 金盆湾隧道   | 金盆湾隧道   |               |
| 延安市 富县                                                                                  |          | 隧道                              | 七里坪隧道   | 七里坪隧道   |               |
| 延安市 富县                                                                                  |          | 隧道                              | 小山隧道     | 小山隧道     |               |
| 延安市 富县                                                                                  |          | 隧道                              | 龙咀隧道     | 龙咀隧道     |               |
| 延安市 富县                                                                                  | 1252     | 出入口                            | 张家湾       | 309国道      |               |
| 延安市 富县                                                                                  |          | 隧道                              | 寨子湾隧道   | 寨子湾隧道   |               |
| 延安市 富县                                                                                  |          | 隧道                              | 刘家咀隧道   | 刘家咀隧道   |               |
| 延安市 富县                                                                                  |          | 隧道                              | 杨家湾隧道   | 杨家湾隧道   |               |
| 陕甘界                                                                                       | 1263     | 地界                              | 雷家角       | 雷西高速     |               |
| 1.000 英里 = 1.609 千米；1.000 千米 = 0.621 英里 并行路段 • 已关闭／取消 • 限制进入 • 未开放 |          |                                   |              |              |               |